# Staffan Rosvall
Erik Staffan Rosvall, född 16 november 1922 i Klinte, död 23 maj 2002 i Klintehamn, var en svensk tecknare, grafiker, skulptör, illustratör och författare.
Staffan Rosvall var son till folkskolläraren i Klinte kyrkskola och kantorn David Rosvall och hans hustru Ester, född Eneqvist. Redan som barn intresserade han sig för teckning. 1940 lärde han under ett av dennes besök på Gotland känna den tolv år äldre Bo Vilson, som ordnade en plats som reklamtecknare och illustratör åt Rosvall i Stockholm. Under helger och kvällar gick han kurser vid Tekniska skolan eller vid Edvin Ollers målarskola. Han insjuknade dock i TBC och fick lägga tecknandet på hyllan; först 1943 då han började återhämta sig kunde han börja teckna igen. Under 1945–1954 deltog han i Nationalmuseums årliga utställningar Unga tecknare och lyckades 1950 sälja sina teckningar både till Nationalmuseum och kung Gustav VI Adolf.
Under 1940-talet var trollteckningar, inspirerade av John Bauer, Einar Norelius och Theodor Kittelsen hans främsta motiv, men från omkring 1950 tog blomstertecknandet överhanden. 1950 företog han tillsammans med Erik Olsson i Sanda och dennes hustru en resa till Provence, vilken kom att få betydelse för hans konstnärskap och blev inledningen på ett flitigt resande till medelhavsområdet i sökande efter inspiration. 1951 utgav han tillsammans med botanikern Bengt Pettersson Gotlands orkidéer, där Pettersson stod för texten och Rosvall för illustrationerna. I början arbetade Rosvall mest med tusch, men efterhand tog blyertsteckningar överhanden. 1953 anordnade han en utställning på Galleri Gummeson som blev en stor framgång och Rosvalls genombrott som etablerad konstnär. Flera kända privatpersoner köpte hans verk, liksom Nationalmuseum. 1957 fick han i uppdrag att illustrera Almqvist & Wiksells grafiska almanacka, vilket kom att föra honom över till träsnittet som uttrycksform. 1958 studerade han vid Bror Hjorths skulpturskola i Uppsala, vilket även förde in Rosvall på skulpturen. Han kom dock främst att inspireras av Hjorths blyertsteckningar.
Hans första offentliga träskulptur var Pelikan, Mykonos (1963), uppställd vid Klinteskolan. Samma år utförde han Relief med figurer för Idas skola i Jönköping. År 1965 utförde han Relief med blommor för Allhelgonakapellet i Visby där han även ritade hela korinredningen. 1968 utfördes modellen till lekskulpturen Träslottet, som dock kom att uppföras i full skala vid daghemmet Mullvaden i Hemse först 1983. 1978 fick han i uppdrag att utföra utsmyckning i länsbiblioteket i Visby, vilket resulterade i en modell av skonerten Hansina lastad med sliprar på resa från Klintehamn till Åhus 1919. 1988 utförde Rosvall flera verk till den nya terminalbyggnaden vid Visby flygplats.
Rosvall var även känd som illustratör, i första hand av böcker om gotländsk natur. Han utgav även själv Halsbandsflugsnappare och skärfläcka (1982) samt Blomtecknare: växter från Gotland och Kreta (2002).
Rosvall gifte sig 1964 med Inger (född 1936), född Gustafsson. Från 1965 hade han och familjen sin bostad och ateljé i den gamla strandridaregården i Klintehamn.
Han är representerad i Nationalmuseum, Moderna Museet i Stockholm och Gotlands museum.